# Пје Казавекија (Мачерата)
Пје Казавекија (итал. Pie' Casavecchia) насеље је у Италији у округу Мачерата, региону Марке.
Према процени из 2011. у насељу је живело 54 становника. Насеље се налази на надморској висини од 587 м.